# Sir Christèmas
Sir Christèmas (Sir Christmas – d. h. die Figur des Father Christmas) ist ein englisches Carol (Weihnachtslied). Text und Melodie stammen aus einer anonymen Handschrift (London, British Library, MS add 5665 (Ritson)). Es wurde unter anderem von Charles Kennedy Scott und von William Mathias (1934–1992) bearbeitet. Das Richard Smert (ca. 1400–ca. 1479) zugeschriebene Carol in British Additional MS 5665 (ff. 8v-9v) beginnt in Dialogform:
Nowell, nowell, nowell, nowell
Who is there that singeth so: Nowell, nowell, nowell?
I am here, Sire Christësmas.
Welcome, my lord, Sire Christëmas!
Welcome to us all, both more and less!
Come near, Nowell.

## Text
| Englisch | Übersetzung |
| --- | --- |
| Nowell, nowell. Who is there that singeth so, Nowell, nowell? I am here, Sir Christèmas. Welcome, my lord Sir Christèmas! Welcome to all, both more and less! Come near, come near, Nowell, nowell. Dieu vous garde, beaux sieurs, tidings I you bring: A maid hath borne a child full young, Which causeth you to sing: Nowell, nowell. Christ is now born of a pure maid; In an ox-stall he is laid, Wherefore sing we at abrayde: Nowell, nowell. Buvez bien, buvez bien par toute la compagnie. Make good cheer and be right merry, And sing with us now joyfully: Nowell, nowell. Nowell. | Nowell, Nowell. Wer ist es, der da singt: Nowell, Nowell? Ich bin hier, Sir Christemas. Willkommen, mein Herr, Sir Christemas! Willkommen uns allen! Komme näher, komme näher, Nowell, Nowell. Dieu vous garde, beaux sieurs, frohe Botschaft bringe ich euch: Eine Magd hat ein Kind geboren, ganz jung, Was euch dazu bringt, zu singen: Nowell, Nowell. Christus ist nun geboren, von einer reinen Magd; In einen Kuhstall wurde er gelegt, Darum singen wir: Nowell, Nowell. Buvez bien, buvez bien par toute la compagnie. Jubelt mit und seid ganz froh, Und singt mit uns froh: Nowell, Nowell. Nowell. |

## Videos
- Klangbeispiele: 1 (William Mathias / Winchester Cathedral Choir); 2 (Choir of King’s College (Cambridge))

## Alternativschreibungen
Sir Christmas, Sire Christëmas